# Gülşah Gümüşay
Dürdane Gülşah Gümüşay (Adana, 22 febbraio 1989) è un'ex cestista turca.

## Carriera
Con la Turchia ha disputato i Campionati europei del 2009.